# Centruroides lauriadnae
Espèce
Centruroides lauriadnae est une espèce de scorpions de la famille des Buthidae.

## Distribution
Cette espèce est endémique du Sonora au Mexique. Elle se rencontre vers Tepache.

## Description
Centruroides lauriadnae mesure de 35 à 46 mm.

## Étymologie
Cette espèce est nommée en l'honneur de Laura et Ariadna Ponce Saavedra.

## Publication originale
- Ponce-Saavedra & Francke, 2019 : « Una especie nueva de alacrán del género Centruroides (Scorpiones: Buthidae) del noroeste de México. » Revista Mexicana de Biodiversidad, vol. 90, e902660, p. 1-17 (texte intégral).